# フルコナゾール
フルコナゾールは、深在性真菌症に用いられるアゾール系の抗真菌薬。日本では、ファイザーがジフルカンとして販売しているほか、いくつかの後発医薬品が販売されている。剤形には、カプセル剤、ドライシロップ、注射液がある。

## 効能・効果
- カンジダ属およびクリプトコッカス属による 真菌血症、呼吸器真菌症、消化管真菌症、尿路真菌症、真菌髄膜炎[1][2][3]
- 造血幹細胞移植患者における深在性真菌症の予防
- カンジダ属に起因する腟炎および外陰腟炎（カプセル剤のみ）

## 禁忌
下記の患者には禁忌である。
- トリアゾラム、エルゴタミン、ジヒドロエルゴタミン、キニジン、ピモジドを投与中の患者
- 製剤成分に対して過敏症の既往歴のある患者
- 妊婦または妊娠している可能性のある患者

## 副作用
治験時には15.4%（通算）に副作用が見られ、主なものは発熱、悪心、下痢、発疹、浮腫、ALT（GPT）上昇、AST（GOT）上昇、Al-P上昇、BUN上昇などであった:56:45。
添付文書に記載されている重大な副作用は、
- ショック、アナフィラキシー
- 中毒性表皮壊死融解症（Toxic Epidermal Necrolysis：TEN）、スティーブンス・ジョンソン症候群
- 無顆粒球症、汎血球減少症、血小板減少、白血球減少、貧血
- 急性腎不全、肝障害（黄疸、肝炎、胆汁鬱滞性肝炎、肝壊死、肝不全など）
- 意識障害（錯乱、見当識障害など）、痙攣、高カリウム血症、心室頻拍、QT延長、不整脈（心室細動、房室ブロック、徐脈など）
- 間質性肺炎、偽膜性大腸炎

である。

## 作用機序
真菌細胞膜の成分であるエルゴステロール生合成を阻害し、さらに細胞膜の変化を起こし、透過性その他真菌細胞の膜機能を障害することによる。

## 不感症治療薬
一時期、フルコナゾールを「不感症治療薬」として広告を行っていた個人輸入代行業者が存在した時期がある。1999年、製造元のファイザーより31軒の個人輸入業者へ警告書を送付した。ファイザーの説明では、そのような効果は無いと述べている。2006年には、このような広告は見受けられない。

## 改良品
フルコナゾールは水に溶けにくいため、比較的多量の電解質液や輸液に溶解する必要があった。一方で深在性真菌症の患者では、腎機能障害や心不全のために水分制限や厳密な電解質管理を要することが多く、これらの患者へのフルコナゾールの投与には特別な注意が必要であった。
2004年に新たに発売されたホスフルコナゾール（商品名プロジフ、輸入販売元ファイザー株式会社）はフルコナゾールをリン酸エステル化したプロドラッグであり、体内でリン酸エステル加水分解酵素の作用を受けてフルコナゾールに変化する。ホスフルコナゾールは水に溶けやすいため、同力価のフルコナゾールを投与するときの1/40の液量で投与が可能であり、上記の欠点を克服することができた。また、フルコナゾールが点滴静注を必要とするのに対してホスフルコナゾールは急速静脈投与が可能であることや、投与開始の2日間は2倍量を投与することが認められているために、有効血中濃度に早く達することができるという利点もある。